# Río Arda
El río Arda (en búlgaro: Арда, en griego Άρδας, Ardas, en latín Artiscus) es un río europeo que discurre por Bulgaria, Grecia y Turquía, el principal afluente del  río Maritsa (Evros). Tiene una longitud de 290 km y drena una pequeña cuenca de 5 795 km².

## Geografía

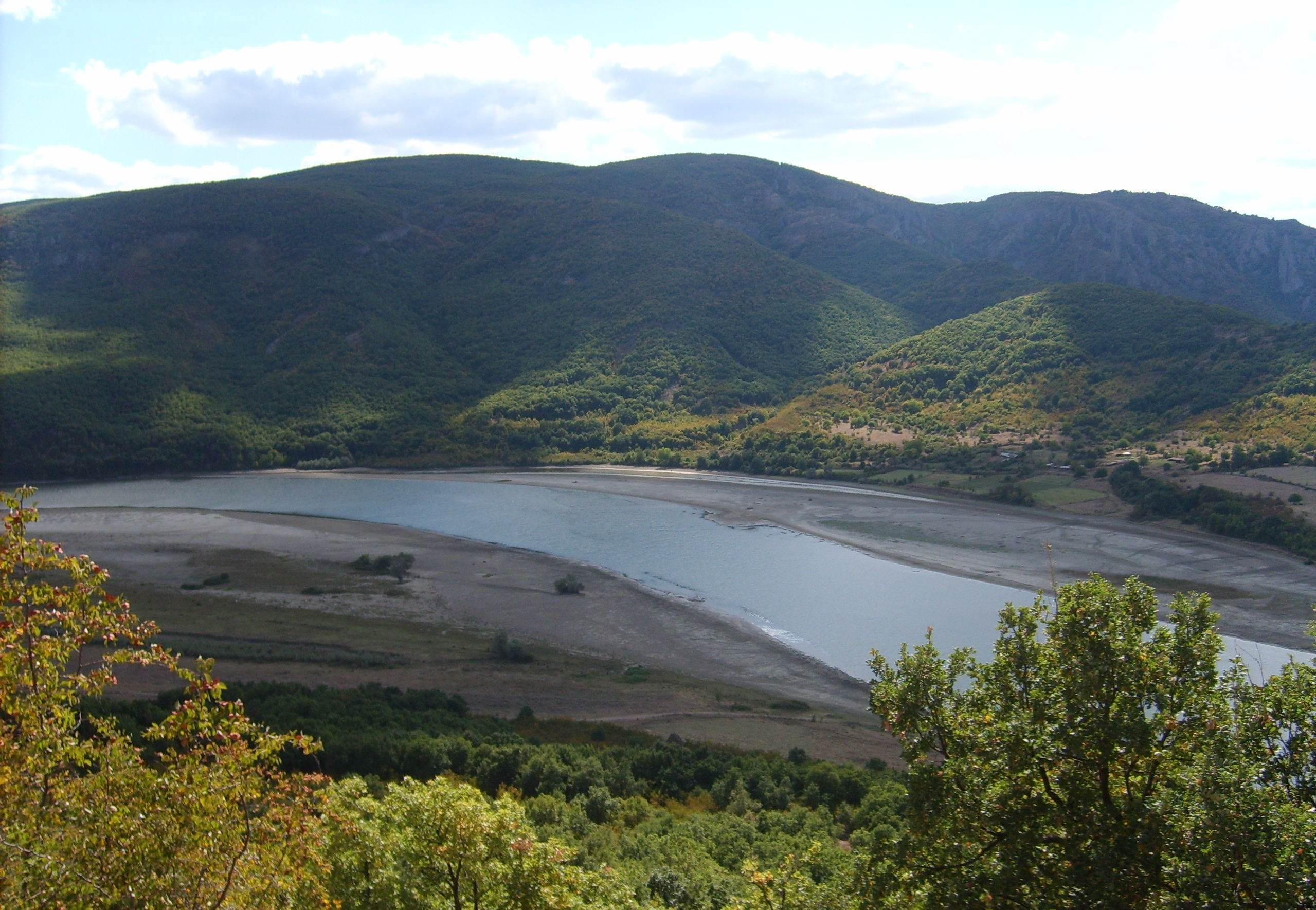
El Arda en Borislavtsi (Bulgaria)

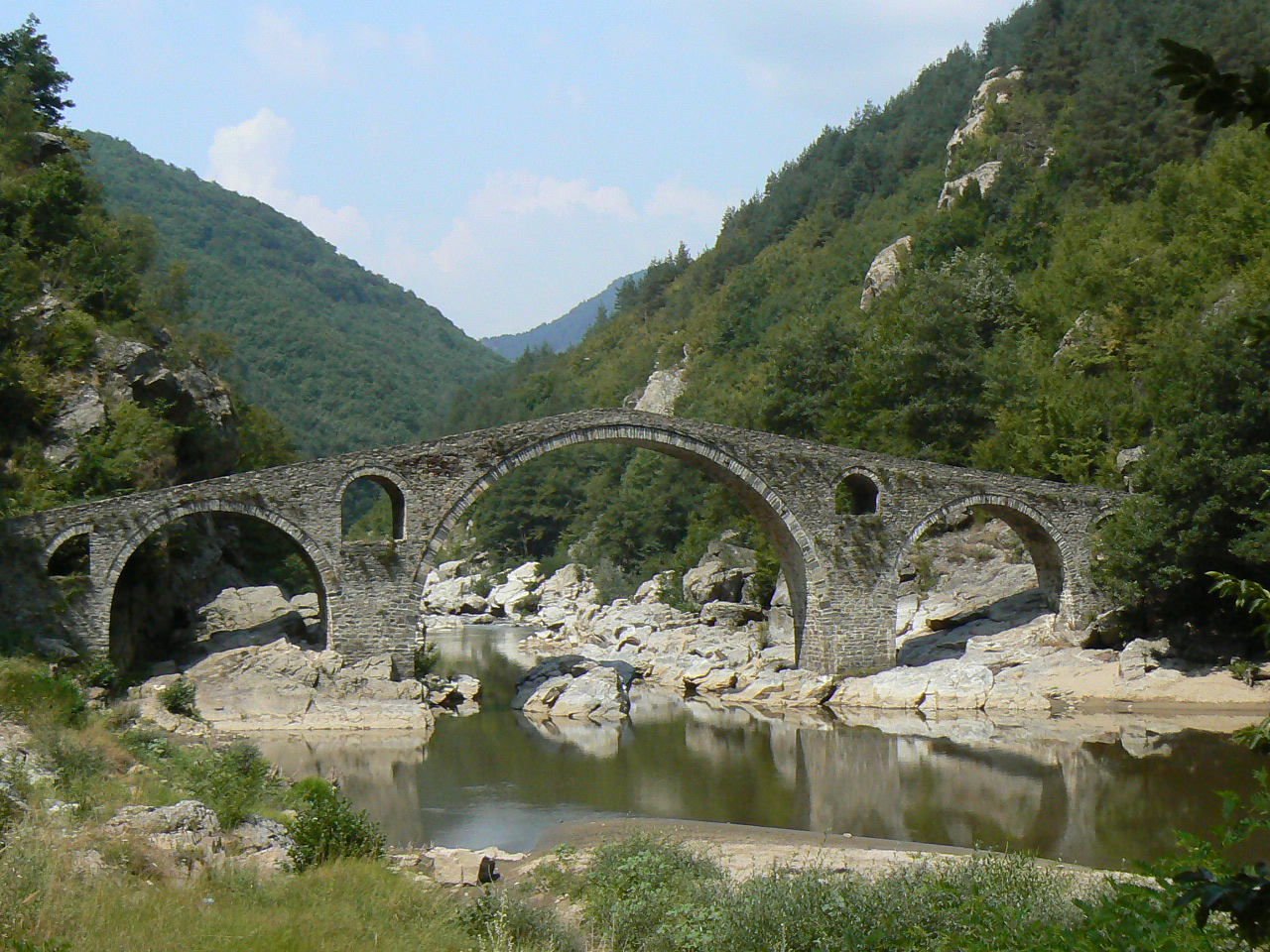
El puente del Diablo, destacado puente en arco del que cruza el río en los montes Ródope

El río Arda nace en Bulgaria, en el macizo de las montañas Ródope, cerca de la ciudad de Smoljan. Su fuente se halla próxima al monte Ardin, en territorio búlgaro, muy cerca de la frontera griega.
Recorre 290 km hacia el este, atravesando las poblaciones de Rudozem, Kărdžali, Madžarovo y Ivajlovgrad, antes de cruzar el extremo norte de la prefectura de Hebros, en el norte de Grecia, donde atraviesa la localidad de Kastanies. A continuación desemboca en el Maritsa (en griego Έβρος, Évros), al oeste de Edirne (Turquía), donde contribuye a la formación del delta de Orestíada (actual Karagats).
Los  principales  afluentes del Arda son el Vărbica, el Krumovica y el Černa.
La parte búlgara de su curso está marcada por tres embalses que sirven para la producción de energía hidroeléctrica y para la irrigación: embalses de Kărdžali, de Studen Kladenec y de Ivajlovgrad. El Arda es el río más largo de las Ródope. El puente medieval sobre el Arda denominado Puente del Diablo (Djavolski most), cerca de Ardino,  es una atracción turística conocida en todo el país.
En 2005, las inundaciones causaron importantes estragos, en particular en Kastanies y en el sector de la confluencia con el Maritsa.
El pico Arda que se yergue en la Isla Livingston, situada al norte del continente antártico (en búlgaro Арда връх, Arda vrăh) ha sido bautizado con dicho nombre por la Comisión Búlgara para los Topónimos Antárticos.